# Graciela Maglie
Graciela Maglie (19 de enero de 1944-7 de julio de 2023) fue una socióloga, escritora y guionista argentina.

## Biografía
Estudio en el Cine Club Argentino previos a su entrada en la carrera de Sociología de la Universidad de Buenos Aires.
Como guionista siempre privilegió el lugar de la mujer en sus historias de ficción en cine y televisión. Fue miembro de Argentores. Por la serie Nueve lunas ganó el Premio Nacional de Literatura de Argentina (en el rubro guion de televisión), y el Premio Martín Fierro en 1993. Recibió el Premio Konex, el Premio Cóndor de Plata y el Premio Argentores en tres oportunidades. Entre otros reconocimientos obtuvo el Premio Sundance por Europa. Fue vicepresidenta de La Mujer y el Cine y Presidenta del Consejo de Cine de Argentores.

## Filmografía
- 1993, El caso María Soledad
- 1994, Nueve lunas
- 1990, Flop,
- 1998, Laura y Zoe
- 2001, La fuga

## Premios
- 2001, Premio Konex
- Premio Cóndor de Plata
- Premio Argentores
- 1993, Premio Martín Fierro